# Progettazione partecipativa
La progettazione partecipativa o participatory design (conosciuta una volta come cooperative design, progettazione cooperativa o co-design) è un approccio di progettazione che ha l'obiettivo di coinvolgere attivamente tutti i portatori di interesse (impiegati, partner, clienti, cittadini, utenti finali) nel processo di progettazione col fine di contribuire a garantire che il prodotto incontri i loro bisogni e che sia usabile.
La progettazione partecipativa è un approccio che si focalizza sui processi e sulle procedure della progettazione, piuttosto che sullo stile di progettazione.
Il termine è usato in diversi campi: progettazione software, progettazione urbana, architettura, architettura del paesaggio, design del prodotto, sostenibilità, graphic design, pianificazione.
Secondo alcuni recenti studi, i progettisti sono portati a creare idee e concetti più innovativi quando lavorano in un ambiente di progettazione partecipativa rispetto a quanto non facciano per conto proprio.
Per alcuni studiosi, tale approccio contiene una dimensione politica di acquisizione di potere da parte dell'utente e di democraticizzazione. Per altri è vista come una via per evitare responsabilità e innovazione da parte dei progettisti.
In diversi paesi scandinavi dagli anni '60 agli anni '70, mise radici nel lavoro con i sindacati; precursori furono la ricerca-azione e il design sociotecnico.

## Definizione
Nella progettazione partecipativa, i partecipanti (putativi, potenziali o futuri) sono invitati a collaborare con progettisti, ricercatori e sviluppatori nell'ambito del processo innovativo.
Potenzialmente, essi partecipano nei diversi passaggi del processo innovativo: durante la fase di esplorazione iniziale e di individuazione del problema (sia nel supporto alla definizione del problema sia nella focalizzazione di idee per eventuali soluzioni) che durante la fase di sviluppo, contribuendo alla valutazione delle soluzioni proposte.
Marteen Pieters e Stefanie Jansen descrivono la progettazione partecipativa come parte di un completo processo di co-creazione, che si riferisce ad un "processo trasparente di creazione di valore in progress, in collaborazione con e supportato da tutti gli attori rilevanti, dove gli utenti finali giocano un ruolo centrale", coprendo tutte le fasi del processo di sviluppo.

### Differenziazione dei termini
In "Co-designing for Society", Deborah Szebeko e Lauren Tan riportano gli esempi di vari precursori della progettazione partecipata a partire dal movimento del partecipatory design scandinavo, fino ad arrivare a dichiarare che "il co-design differisce dalle precedenti tipologie poiché mira ad includere tutti i 'portatori di interesse' e non solo gli utenti, nel corso dell'intero processo dalla ricerca all'implementazione".
Di contro, Elizabeth Sanders e Pieter Stappers affermano che "la terminologia utilizzata fino alla recente ossessione riguardo a ciò che è oggi conosciuto come 'co-creazione/co-design' era 'participatory design' ".

## Storia
Nel 1946, Lewin teorizzò per la prima volta una metodologia della ricerca di intervento partecipata in cui si vede la ricerca sia come una forma di conoscenza sia come una trasformazione della realtà in cui l'oggetto di studio si può considerare come un soggetto partecipante.